# Einar Karlsson
Einar Karlsson   (Estocolm, 1 de setembre de 1908 - Estocolm, 17 de febrer de 1980) va ser un lluitador suec, que combinà la lluita grecoromana i la lluita lliure, que va competir durant la dècada de 1930.
El 1932 va prendre part en els Jocs Olímpics d'Estiu de Los Angeles, on va guanyar la medalla de bronze en la prova del pes ploma del programa de lluita lliure. Quatre anys més tard, als Jocs de Berlín, guanyà la medalla de bronze en la prova del pes ploma del programa de lluita grecoromana.
En el seu palmarès també destaquen set títols suecs, tots en lluita grecoromana; i tres medalles al Campionat d'Europa de lluita, una de plata, el 1933, i dues de bronze, el 1934 i 1937.